# Frederic Guillem IV de Prússia
Frederic Guillem IV de Prússia (Berlín, 15 d'octubre de 1795 - Berlín, 2 de gener de 1861) fou rei de Prússia de la dinastia dels Hohenzollern.
Nascut el 1795 a Berlín, era fill del rei Frederic Guillem III de Prússia i de la princesa Lluïsa de Mecklenburg-Strelitz. El príncep era descendent del primer rei de Prússia, el monarca Frederic I de Prússia, i de la majoria de cases sobiranes de l'antic Sacre Imperi entre les quals hi ha la de Brunswick-Lüneburg, la de Hessen o la de Hannover.
El príncep fou educat per tutors i patí el trasbals que suposà per a la seva família l'ocupació napoleònica de Prússia durant les dues primeres dècades del segle xix. Exiliats breument a l'Imperi Rus, la seva mare morí l'any 1810. Rebé una educació fonamentalment impartida per membres de reconegut prestigi de l'Administració prussiana i de l'Exèrcit, ja que també lluità durant les guerres d'alliberament contra l'ocupació napoleònica. A diferència del seu germà, el kàiser Guillem I de Prússia, el seu paper durant les guerres fou poc rellevant.
El príncep mostrà inquietuds culturals essent especialment atret per l'arquitectura i concretament per la jardineria. Esdevingué mecenes de nombrosos artistes prussians i alemanys.
Es casà l'any 1823 amb la princesa Elisabet de Baviera, filla del rei Maximilià I Josep de Baviera i de la princesa Carolina de Baden. La parella que s'establí entre Berlín i Potsdam no tingué descendència. La manca de fills feu que el germà de Frederic Guillem IV esdevingués el príncep hereu de Prússia.
Políticament parlant el rei Frederic Guillem IV estava imbuït pel romanticisme alemany que idealitzava l'espoca medieval la qual cosa el portà al més ferm conservadorisme i que és la responsable de la seva obra política. Arribat al poder l'any 1840 després de la mort del seu germà el principal afer del seu regnat fou la revolució liberal de 1848.
La revolució liberal de 1848 afectà fortament Alemanya, la revolució s'estengué per Berlín i la família reial hagué d'abandonar la ciutat fins que pogué restituir l'exèrcit i esclafar la revolta. El segon escull amb què es trobà fou la revolució liberal i el parlament de Frankfurt. El Parlament oferí la corona al rei prussià a canvi d'acceptar una constitució liberal a la qual el rei es negà. L'exèrcit prussià entrà a Frankfurt i dissolgué el Parlament tot restablint l'statu quo. Sembla clar que el rei no tenia la més mínima intenció d'expulsar Àustria de la Confederació Germànica tal com feu el seu germà vint anys després.
Restaurada la situació l'any 1849, el monarca continuà una política exterior que deixava a Àustria el principal paper dins de la confederació germànica. Sembla evident, segons molts historiadors, que la influència de la seva muller, germana de la princesa Sofia de Baviera i de la princesa Amàlia de Baviera i Maria de Baviera, tingué molt a veure amb aquest immobilisme del rei i amb aquesta voluntat de mantenir l'statu quo que beneficiava principalment a Àustria.
Tres anys abans de la seva mort fou declarant incapaç de governar i adoptà la regència el seu germà, el futur kàiser Guillem I de Prússia.